# L'Ennui
L'Ennui je francouzsko-portugalský hraný film z roku 1998, který režíroval Cédric Kahn podle stejnojmenného románu Alberta Moravii. Snímek měl světovou premiéru na filmovém festivalu v Benátkách dne 11. září 1998.

## Děj
Martin, profesor filozofie, je posedlý tělesnou vášní, která se mění v sexuální posedlost, ze které se nemůže vymanit bez újmy nebo bolesti. Ocitá se zcela uvězněn v šílené milostné aféře.

## Obsazení
| Charles Berling   | Martin           |
| Sophie Guillemin  | Cécilia          |
| Arielle Dombasle  | Sophie           |
| Robert Kramer     | Meyers           |
| Oury Milshtein    | Jean-Paul        |
| Serge Bozon       | student          |
| Nicole Pescheux   | majitel baru     |
| Nathalie Besançon | zdravotní sestra |
| Philippe Rebbot   | číšník           |

## Ocenění
- Cena Louise Delluca
- César: nominace na nejlepší herečku ve vedlejší roli (Arielle Dombasle)